# Peppino De Filippo
Giuseppe De Filippo, conhecido por Peppino De Filippo (Nápoles, 24 de agosto, 1903 - Roma, 27 de janeiro de 1980), foi um ator, comediante e dramaturgo italiano. É considerado como um dos maiores atores cómicos italianos da sua época. Ao lado de Totò participou em alguns dos maiores sucessos do cinema dos anos cinquenta e sessenta do século XX.

## Biografia
Filho ilegítimo do dramaturgo Eduardo Scarpetta e de Luisa De Filippo, irmão de Eduardo De Filippo e de Titina De Filippo, entrou pela primeira vez em palco aos seis anos de idade.
Depois de passar por várias companhias, formou com os irmãos a Compagnia Teatro Umoristico: i De Filippo, em 1931, tendo feito um extraordinário sucesso de público e de crítica, enchendo os teatros onde actuavam.
Mas em 1944 problemas com o irmão forçam-no a abandonar a companhia. Esta separação permite-lhe conseguir o seu próprio estilo como autor, distinguindo-o claramente de Eduardo. As comédias de Peppino são geralmente mais leves e brilhantes.
Peppino mostrará repetidamente a sua versatilidade como actor de teatro, cinema e televisão. A sua parceria com Totò granjeou grande sucesso, em filmes como , Totò, Peppino e la... malafemmina, Totò, Peppino e i fuorilegge e La banda degli onesti. Trabalhou também com Federico Fellini (Boccaccio 70) e com Alberto Lattuada.
Na televisão criou o famoso personagem Gaetano Pappagone, no programa "Canzonissima" (1966-67), entre muitos outros.
Casou três vezes e da sua primeira mulher, Adele Carloni, teve um filho, Luigi De Filippo, também um actor de sucesso.

## Filmografia

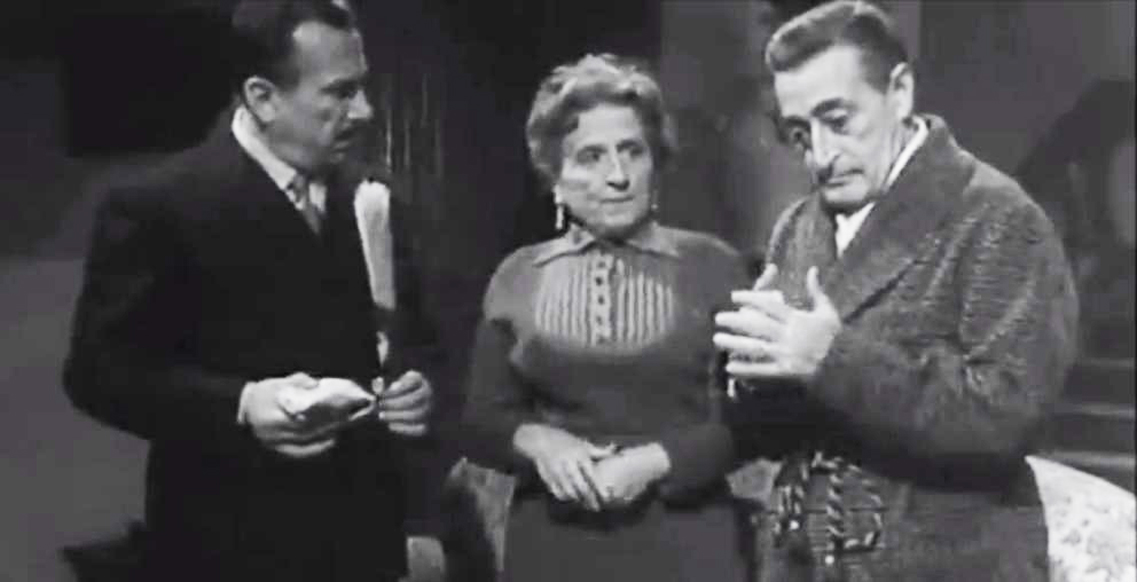
Con Totò e Titina De Filippo in Totò, Peppino e i fuorilegge (1956)

- Tre uomini in frac, regia di Mario Bonnard (1933)
- Il cappello a tre punte, regia di Mario Camerini (1934)
- Quei due, regia di Gennaro Righelli (1935)
- Sono stato io!, regia di Raffaello Matarazzo (1937)
- L'amor mio non muore, regia di Giuseppe Amato (1938)
- Il marchese di Ruvolito, regia di Raffaello Matarazzo (1939)
- In campagna è caduta una stella, regia di Eduardo De Filippo (1939)
- Il sogno di tutti, regia di Oreste Biancoli e Ladislao Kish (1940)
- Notte di fortuna, regia di Raffaello Matarazzo (1941)
- L'ultimo combattimento, regia di Piero Ballerini (1941)
- A che servono questi quattrini?, regia di Esodo Pratelli (1942)
- Le signorine della villa accanto, regia di Gian Paolo Rosmino (1942)
- Non ti pago!, regia di Carlo Ludovico Bragaglia (1942)
- Casanova farebbe così!, regia di Carlo Ludovico Bragaglia (1942)
- Campo de' fiori, regia di Mario Bonnard (1943)
- Non mi muovo!, regia di Giorgio Simonelli (1943)
- Ti conosco, mascherina!, regia di Eduardo De Filippo (1943)
- Io t'ho incontrata a Napoli, regia di Pietro Francisci (1946)
- Natale al campo 119, regia di Pietro Francisci (1948)
- Vivere a sbafo, regia di Giorgio Ferroni (1949)
- Biancaneve e i sette ladri, regia di Giacomo Gentilomo (1949)
- La bisarca, regia di Giorgio Simonelli (1950)
- Luci del varietà, regia di Federico Fellini e Alberto Lattuada (1950)
- Signori, in carrozza!, regia di Luigi Zampa (1951)
- La famiglia Passaguai, regia di Aldo Fabrizi (1951)
- Bellezze in bicicletta, regia di Carlo Campogalliani (1951)
- Cameriera bella presenza offresi..., regia di Giorgio Pastina (1951)
- Totò e le donne (1952)
- Ragazze da marito (1952)
- Non è vero... ma ci credo (1952)
- Una di quelle (1953)
- Siamo tutti inquilini (1953)
- Il più comico spettacolo del mondo (1953)
- Martin Toccaferro (1953)
- Via Padova 46 (1953)
- Peppino e la nobile dama (1954)
- Un giorno in pretura (1954)
- Le signorine dello 04 (1955)
- Piccola posta (1955)
- Motivo in maschera (1955)
- Io piaccio (1955)
- I due compari (1955)
- Il segno di Venere (1955)
- Gli ultimi cinque minuti (1955)
- Accadde al penitenziario (1955)
- Cortile (1955)
- I pappagalli (1955)
- Un po' di cielo (1955)
- Totò, Peppino e la malafemmina (1956)
- Totò, Peppino e i fuorilegge (1956)
- Guardia, guardia scelta, brigadiere e maresciallo (1956)
- La banda degli onesti (1956)
- Peppino, le modelle e chella là (1957)
- La nonna Sabella (1957)
- Vacanze a Ischia (1957)
- Totò, Peppino e le fanatiche (1958)
- La nipote Sabella (1958)
- Tuppe, tuppe Marescia' (1958)
- Anna di Brooklyn (1958)
- La cambiale (1959)
- Arrangiatevi! (1959)
- Pane, amore e Andalusia (1959)
- Policarpo, ufficiale di scrittura (1959)
- Ferdinando I, re di Napoli (1959)
- Signori si nasce (1960)
- Letto a tre piazze (1960)
- Chi si ferma è perduto (1960)
- A noi piace freddo...! (1960)
- Genitori in blue-jeans (1960)
- Il mattatore (1960)
- Gli incensurati (1960)
- Il carabiniere a cavallo (1961)
- Totò, Peppino e...la dolce vita (1961)
- Totò e Peppino divisi a Berlino (1962)
- I quattro monaci (1962)
- Il mio amico Benito (1962)
- Il giorno più corto (1962)
- Boccaccio '70 (1962)
- Totò contro i quattro (1963)
- I quattro tassisti (1963)
- I quattro moschettieri (1963)
- Gli onorevoli (1963)
- Adultero lui, adultera lei (1963)
- La vedovella, regia di Silvio Siano (1964)
- Made in Italy (1965)
- Rita la zanzara (1966)
- Ischia operazione amore (1966)
- La fabbrica dei soldi (1966)
- Soldati e capelloni (1967)
- Non stuzzicate la zanzara, regia di Lina Wertmüller (1967)
- Zum Zum Zum - La canzone che mi passa per la testa (1968)
- Zum Zum Zum n 2 (1969)
- Lisa dagli occhi blu (1969)
- Gli infermieri della mutua (1969)
- Ninì Tirabusciò la donna che inventò la mossa (1970)
- Giallo napoletano (1979)